# ’t Waar
't Waar – wieś w Holandii, w prowincji Groningen, w gminie Oldambt.